# Iwamasa Daiki
Iwamasa Daiki (岩政 大樹 sinh ngày 30 tháng 1 năm 1982) là một huấn luyện viên và cựu cầu thủ bóng đá người Nhật Bản, gần đây ông là huấn luyện viên trưởng của câu lạc bộ Hà Nội tại V.League 1. Iwamasa cũng từng thi đấu cho đội tuyển quốc gia Nhật Bản.

## Sự nghiệp câu lạc bộ
Iwamasa Daiki sinh tại Suō-Ōshima, Ōshima, Yamaguchi vào ngày 30 tháng 1 năm 1982. Ông đã học và chơi cho đội bóng trường Trung học Iwakuni và Đại học Tokyo Gakugei trước khi chuyển sang thi đấu chuyên nghiệp. Ông bắt đầu sự nghiệp chuyên nghiệp của mình tại Kashima Antlers, nơi mà sau này ông trở thành một trong những cầu thủ thi đấu lâu nhất cho câu lạc bộ. Ông trở thành cầu thủ thường xuyên ở vị trí trung vệ từ cuối mùa giải đầu tiên. Câu lạc bộ đã giành chức vô địch J1 League trong ba năm liên tiếp (2007–2009) lần đầu tiên trong lịch sử giải đấu. Ông cũng được bầu chọn vào Đội hình tiêu biểu J.League trong ba năm liên tiếp. Câu lạc bộ cũng đã vô địch Cúp Thiên hoàng vào các năm 2007, 2010 và J.League Cup vào các năm 2011, 2012. Cơ hội ra sân của ông giảm dần vào năm 2013 và ông rời câu lạc bộ vào cuối mùa giải đó.
Năm 2014, Iwamasa chuyển đến BEC Tero Sasana, Thái Lan, và giúp câu lạc bộ giành chức vô địch Thai League Cup 2014. Ông đã ghi một bàn thắng trong trận đấu cuối cùng. Năm 2015, ông trở lại Nhật Bản thi đấu cho Fagiano Okayama. Năm 2017, ông chuyển đến câu lạc bộ Tokyo United FC của Regional Leagues. Ông giải nghệ vào cuối mùa giải 2018.

## Sự nghiệp quốc tế
Iwamasa là đội trưởng của đội tuyển Nhật Bản đã giành chức vô địch Đại hội thể thao sinh viên mùa hè 2003 tổ chức tại Daegu, Hàn Quốc, nơi ông ghi một bàn thắng trong trận chung kết của giải đấu. Ông đã nhận được cuộc gọi đầu tiên vào đội tuyển bóng đá quốc gia Nhật Bản năm 2008 bởi huấn luyện viên mới được bổ nhiệm Okada Takeshi. Vào ngày 10 tháng 10 năm 2009, ông ra mắt quốc tế trong trận giao hữu với Scotland. Ông cũng là một trong 23 cầu thủ Nhật Bản cuối cùng tham dự FIFA World Cup 2010 mặc dù không thi đấu phút nào trong suốt giải đấu. Sau World Cup 2010, vào tháng 1 năm 2011, ông được chọn vào đội tuyển Nhật Bản tham dự AFC Asian Cup 2011 bởi huấn luyện viên mới Alberto Zaccheroni. Tại Asian Cup 2011, ông thi đấu 4 trận và giúp Nhật Bản giành chức vô địch. Ông đã chơi 8 trận cho Nhật Bản cho đến năm 2011.

## Sự nghiệp huấn luyện
Lần bổ nhiệm quản lý đầu tiên của Iwamasa là vào năm 2017 với tư cách cầu thủ kiêm huấn luyện viên cho Tokyo United FC. Sau khi giải nghệ vào năm 2018, năm 2021, ông trở thành huấn luyện viên của đội bóng đá Đại hoc Jobu. Vào mùa giải 2022, Iwamasa trở thành trợ lý huấn luyện viên của Kashima Antlers và phụ trách một số trận đấu trong khi người quản lý mới René Weiler chờ nhập cảnh do hạn chế kiểm dịch COVID-19. Vào tháng 8 năm 2022, có thông báo rằng Iwamasa sẽ được thăng chức làm quản lý của Kashima Antlers sau sự ra đi của Weiler.
Trận đấu đầu tiên là chiến thắng 2–0 trên sân nhà trước Avispa Fukuoka tại J1 League vào ngày 14 tháng 8 năm 2022. Nhưng trong chín trận đấu sau đó, đội chỉ có một chiến thắng trước Vissel Kobe tại Cúp Thiên Hoàng. Đội đã bị loại bởi đối thủ hạng hai Ventforet Kofu sau khi nhận thất bại 0–1. Đội kết thúc mùa giải ở vị trí thứ 4, kém đội đứng đầu 3 điểm so với vị trí tham dự AFC Champions League của Sanfrecce Hiroshima.
Mùa giải 2023 bắt đầu bằng chiến thắng 2–0 trên sân khách trước Kyoto Sanga. Trận đấu đầu tiên trên sân nhà là thất bại 1–2 trước đội đương kim á quân Kawasaki Frontale. Theo đó, đội thu về những kết quả trái ngược nhau, tại Cúp Thiên Hoàng đội đã bị nhà đương kim vô địch Ventforet Kofu loại ở mùa thứ hai liên tiếp sau khi hòa 1–1, thua 10–11 ở loạt sút luân lưu. Đến cuối chiến dịch, Kashima Antlers chỉ thắng được một trận là trận cuối cùng với đội xuống hạng Yokohama FC, chấm dứt hi vọng giành quyền tham dự các giải đấu AFC sau thất bại 1–3 trước Vissel Kobe.
Vào ngày 5 tháng 12 năm 2023, hội đồng quản trị thông báo hợp đồng của Iwamasa không được gia hạn cho mùa giải 2024.
Vào ngày 11 tháng 1 năm 2024, Iwamasa được bổ nhiệm làm huấn luyện viên trưởng câu lạc bộ Hà Nội tại V.League 1. Ông đã nhận thất bại đầu tiên tại giải với tỉ số 0–2 trong chuyến làm khách trước Đông Á Thanh Hóa vào ngày 18 tháng 2.

## Thống kê sự nghiệp
| Đội tuyển bóng đá Nhật Bản | Đội tuyển bóng đá Nhật Bản | Đội tuyển bóng đá Nhật Bản |
| Năm                        | Trận                       | Bàn                        |
| -------------------------- | -------------------------- | -------------------------- |
| 2009                       | 1                          | 0                          |
| 2010                       | 3                          | 0                          |
| 2011                       | 4                          | 0                          |
| Tổng cộng                  | 8                          | 0                          |